# Sony Ericsson PC Suite
Sony Ericsson PC Suite é um pacote de aplicativos para gerenciar arquivos do celular para o PC ou vice-versa. Utilizando o Sony Ericsson PC Suite você poderá visualizar todos os dados do aparelho, bem como gerenciá-los, além de muitas outras possibilidades.

## Suporte a conexão
O aplicativo oferece suporte para três tipos de conexão diferentes entre os dois dispositivos: cabo, Bluetooth ou infravermelho tipo de conexão que é muito usada para aparelhos da marca, como o W810i.

## Principais Funções
- Cópias de segurança (backups);
- Sincronização de agenda e contatos;
- Ligação com a internet
- Troca de arquivos entre o celular e o PC;
- Gerenciador de mensagens de texto ou multimídia;
- Editor de contatos e do calendário.

## Requerimentos do sistema
- Pentium II – 233 MHz ou superior
- Windows XP: 128 MB RAM
- Windows Vista: 512 MB RAM
- Windows 7
- 50 MB de espaço em disco
- Windows XP Home, Pro, Media Center (SP1/SP2/SP3)
- Windows Vista 32 ou 64 bits Ultimate, Enterprise, Business, Home Premium e Home Basic (com ou sem SP1)